# Stoop (Einheit)
Das (der) Stoop, auch Stoove oder Stübchen, war ein Volumenmaß in den Niederlanden und Schweden. Das Maß war regional unterschiedlich. Stübchen als Erstbezeichnung war ein anderes Volumenmaß.
Die Maßkette bei Flüssigkeiten (Weinmaß) war
- 1 Fuder = 2 Pipen = 4 Oxhoft = 6 Ohm/Fass = 12 Eimer = 24 Anker = 360 Kannen = 720 Stoop = 2880 Quartier = 11520 Jungfrur[1]

## Niederlande

### Flüssigkeitsmaß
- Amsterdam 1 Stoop = 2 Mingel  = 4 Pinten = 120 Pariser Kubikzoll = 2 1/3 Liter
- Antwerpen 1 Stoop = 160 Pariser Kubikzoll =3 1/6 Liter = 3,17 Liter
- Rotterdam 1 Stoop = 129 Pariser Kubikzoll = 2 5/9 Liter = 2,4 Liter (Wein, Branntwein)
- Rotterdam 1 Stoop = 5 Pfund (leicht) = 2343 ¾ Gramm (Öl)
  - 340 Stoop = 1 Tonne (Öl)

## Schweden

### Flüssigkeitsmaß
- 1 Stoop = 2 Quartier = 8 Jungfrur = 66 Pariser Kubikzoll = 1,3 Liter
- 2 Stoop = 1 Kanne
- 30 Stoop = 1 Anker
- 60 Stoop = 1 Eimer
- 120 Stoop = 1 Ohm
- 180 Stoop = 1 Oxhoft
- 360 Stoop = 1 Pipe
- 720 Stoop = 1 Fuder
- 1 Tonne Mehl und Fisch = 96 Stoop
- 1 Tonne Teer und Pech = 95 Stoop

### Getreidemaß
Die Maßkette bei trockenen Waren (Getreidemaß) war
- 1 Tonne = 2 Spann = 4 Halbspann = 8 Viertelspann = 32 Kappar = 56 Kannen = 112 Stoop = 448 Quartier = 1792 Ort = 7386 Pariser Kubikzoll = 146 3/8 Liter[2]
- 1 Stoop = 4 Quartier = 16 Ort = 66 Pariser Kubikzoll = 1,3 Liter
- 2 Stoop = 1 Kanne
- 3 ½ Stoop = 1 Kappar
- 14 Stoop = 1 Viertel
- 28 Stoop = 1 Halbspann
- 56 Stoop = 1 Spann
- 112 Stoop = 1 Tonne